# Bibliotheca Hagiographica Orientalis

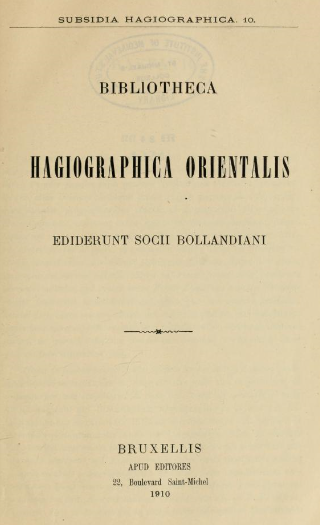
Титульный лист Bibliotheca Hagiographica Orientalis издания 1910 года

Bibliotheca Hagiographica Orientalis (Библиоте́ка восто́чной агиогра́фии) — каталог арабских, коптских, сирийских, армянских и эфиопских агиографических материалов, в числе которых древние литературные произведения: жития святых, сказания о перенесении их мощей, рассказы об их чудесах. В научной литературе принято сокращённое название BHO.
Имена святых в каталоге расположены в алфавитном порядке. В каталоге также указаны рукописи, инципиты и печатные издания. BHO вместе с BHL и BHG являются наиболее полезными инструментами для исследования литературных документов, касающихся жизни святых.

## Издания
- Bibliotheca hagiographica orientalis, ed. Paul Peeters, Subsidia Hagiographica 10 (Bruxelles: Société des Bollandistes, 1910 [reprinted 1954, 1970]).